# غاري برات
غاري برات (بالإنجليزية: Gary Pratt)‏ (22 ديسمبر 1981 في المملكة المتحدة - ) هو لاعب كركيت ولاعب كرة قدم بريطاني في مركز الوسط. لعب مع نادي مقاطعة دورهام للكريكت ‏.

## وصلات خارجية
- غاري برات على موقع إي آس بي آن كريك إنفو (الإنجليزية)